# Туровская волость (Торопецкий уезд)
Ту́ровская волость — административная единица, существовавшая в  Российской империи и РСФСР. Входила в состав Торопецкого уезда Псковской губернии. Упразднена в 1927 году в связи с образованием Торопецкого района. Административным центром волости являлся исчезнувший в настоящее время погост Турово.
Территория, которую занимала волость, теперь относится к Василевскому и Понизовскому сельским поселениям Торопецкого района. 
По данным переписи 1885 года, волость состояла из 125 поселений и 549 дворов. Площадь земель волости оценивалась в 7836 десятин (85.6 км²), из них пахотной земли 2849 десятин (31.12 км²).
Население Туровской волости составляло 3218 человек (из них 1661 мужчина и 1557 женщин).
Важнейшие поселения:
| Населённый пункт | Число дворов на 1871 год | Число дворов на 1885 год | Число жителей на 1885 год |
| ---------------- | ------------------------ | ------------------------ | ------------------------- |
| Дорищинка        | 2                        | 15                       | 82                        |
| Истомино         | 6                        | 9                        | 65                        |
| Кислово          |                          | 8                        | 64                        |
| Мещаниново       | 6                        | 10                       | 63                        |
| Орехово          | 13                       | 11                       | 101                       |
| Турово           |                          | 7                        | 33                        |

На территории волости находились три православных храма: Покровский храм в Турово, Троицкий храм в Кудино и Успенский храм в Заборье. 